# Serra del Rovelló
La Serra del Rovelló és una serra situada al municipi de Vinebre a la comarca de la Ribera d'Ebre, amb una elevació màxima de 342 metres.